# Jean Armand Charlemagne
Pour les articles homonymes, voir Charlemagne (homonymie).
Jean Armand Charlemagne (né au Bourget le 30 novembre 1753 et mort à Paris le 6 mars 1838) était un auteur dramatique français.
Il servit dans la guerre d'indépendance des États-Unis et, à son retour en France (1783), il commença à employer sa plume sur des sujets économiques, puis écrit pour le théâtre. Il est l'auteur d'un grand nombre de pièces de théâtre, de poèmes et de romans, parmi lesquels on peut citer les comédies M. de Crac à Paris (1793), Le Souper des Jacobins (1795), L'Agioteur (1796), et Observations de quelques patriotes sur l'état de conservation des monuments de la littérature et des arts (1794), essai écrit en collaboration avec MM. Chardin et Renouard, qui ont incité la Convention à protéger les livres ornés des armoiries de leurs anciens propriétaires et d'autres trésors de la destruction par les révolutionnaires.

## Pour approfondir